# Дора Заславські
Дора Заславські (англ. Dora Zaslavsky Koch; 18 липня 1904, Кременчук, Російська імперія — 9 вересня 1987, Нью-Йорк, США) — американська фортепіанна педагогиня.

## Життєпис
Народилася 1904 року в єврейській родині. Наступного року разом з батьками переїхала до США. Почала навчатися музиці у Джанет Шенк, засновниці Мангеттенської школи музики, потім навчалася там же у Гарольда Бауера. В 1920 році стала першою аспіранткою цього навчального закладу. Пізніше вдосконалювала свою майстерність під керівництвом Вільгельма Бакхауза. Надалі кілька десятків років, аж до 1985 року, викладала у своїй alma mater.

## Творчість
Серед найбільш відомих учнів Заславські були, зокрема, Еббі Саймон. Він вважав, що саме Заславські «відкрила йому очі на всілякі сфери музики, про яких він раніше не підозрював», і Томас Ріхнер, чия книга «Керівництво з виконання фортепіанних сонат Моцарта» (англ. Orientation for Interpreting Mozart's Piano Sonatas; 1953) присвячена «Дорі Заславські, чиє наставництво і натхнення відкрило мені справжні музичні цінності» (англ. To Dora Zaslavsky, through whose guidance and inspiration I have discovered true musical values). У Дори Заславські також навчалися Роберт Гамільтон, Давид Бар-Ілан, Ерік Ларсен.

## Особисте життя
Після короткочасного першого шлюбу Заславські в 1935 році вийшла заміж за художника Джона Коха, з яким прожила до кінця його життя. Коху належить портрет дружини (1942), в якому критика бачила відсилання до Рубенса та Гойї; дружина з'являлася і на інших його картинах — зокрема, на жанровому полотні «Інтерлюдія» (1963), де пропонує оголеній моделі в майстерні художника чашку чаю.